# Leobendorf
Leobendorf är en ort och kommun i Österrike. Den ligger i distriktet Korneuburg i förbundslandet Niederösterreich, 19 km norr om huvudstaden Wien. 
Kommunen består av fyra orter (Ortschaften) (inom parentes invånarantal 1 januari 2024):
- Leobendorf (3 123)
- Oberrohrbach (886)
- Tresdorf (754)
- Unterrohrbach (490)